# Средња вас при Драги
Средња вас при Драги (словен. Srednja vas pri Dragi) је насељено место у општини Лошки Поток, регија Југоисточна Словенија, Словенија.

## Историја
До територијалне реорганизације у Словенији била је у саставу старе општине Кочевје.

## Становништво
У попису становништва из 2011. године, Средња вас при Драги је имала 44 становника.
| Број становника према пописима | Број становника према пописима | Број становника према пописима |
| ------------------------------ | ------------------------------ | ------------------------------ |
| 1991                           | 2002                           | 2011                           |
| 46                             | 48                             | 44                             |

Напомена: До 1953. исказивано под називом Средња вас.